# 深山ジュン
深山 ジュン（みやま ジュン、1984年2月11日 - ）は、日本のダンサー、タレントである。
千葉県出身。元フィットワン（ファーストステージ）所属。

## 出演

### テレビ番組
- 無理な恋愛（2008年、関西テレビ制作、フジテレビ系） - 第4話にゲスト出演
- 『ぷっ』すま（2008年12月2日、テレビ朝日）- 「水着ギャルを何分で着替えさせられるか？」コーナー に出演
- 芸能界特別授業!私はこうして生き残りました!（2008年、TBS系）
- イツザイ（テレビ東京系） - DHCイメージガールオーディション
- 全力坂（2008～2009年、テレビ朝日系）

### 舞台
- サンシャイン&レインボー（2008年）

### デジタル写真集
- 深山ジュン 動画付写真集（2009年、GRILS TRAIN）